# Lucius (videojuego)
Lucius es un videojuego perteneciente al género de sigilo y terror psicológico, desarrollado por la empresa Shiver Games, y publicado por Lace Mamba Global para Microsoft Windows. Se centra en un niño de seis años de edad, quien es el hijo de Satanás. Los jugadores toman el control de Lucius, quien debe averiguar como asesinar a los miembros de su casa, usando los poderes de control de la telequinesis y la mente, para orquestar los accidentes mortales que conducen a la muerte de varios residentes de Dante Manor. Los jugadores usan su ingenio y deben seguir consejos, para asegurarse de que no dejan ningún elemento que permita llegar a un fallo de la misión. Una secuela, Lucius 2 , se anunció el 8 de agosto de 2014 para un lanzamiento a principios del año 2015.

## Argumento
Lucius es un videojuego perteneciente al género de sigilo y terror psicológico, en el que el jugador toma la forma de un niño de seis años de edad, dotado de poderes sobrenaturales semejantes al Anticristo, de tipo que recuerda a Damien Thorn de la película La profecía. 
Cuando Lucius nació en la fecha del 6 de junio de 1966, nadie se esperaba que fuera más que un niño normal de cualquier cosa. Su infancia, pasó en la lujosa mansión en una finca privada de su padre, un senador de EE. UU., era tan normal como los niños jóvenes de todos los lugares, con la exclusión de la extrema riqueza de sus padres. 
La noche antes de que Lucius cumpliera seis años, el diablo aparece en su mente y se identifica como el "verdadero padre" de Lucius. Las tareas del diablo para su inician con la ayuda de poderes del mal. Ahora se empeñara en matar a todos los miembros de la casa (se trata de una "deuda" que toda la familia tiene que pagar al diablo, porque todas las muertes en la casa descubren que era un lugar de una secta satánica secreta). Lucius inicia una toma de posesión mundial, empezando por asesinar a todos los miembros de su familia, incluido el personal, con el fin de obtener la vasta fortuna de su padre y hacer uso del poder político asociado a su nombre. Cuanta más gente mata, más poderoso se convertirá Lucius. 
Durante el transcurso del juego, la historia revela que el abuelo de Lucius era parte de un culto que le prometió poder y él era la razón por la qué su familia tenía dinero y sus hijos no estaban al tanto de esto. Él lo ayuda con su destino; Sin embargo, Lucius lo mata cuando ya no lo necesita. Un detective investiga las extrañas muertes. Más tarde, el padre de Lucius encontró el libro de su padre y comienza a darse cuenta de que su padre hizo cosas horribles. Sospechaba que su hijo no es lo que parece. Al final, Lucius combatió a los sacerdotes y a su padre, después de que su padre se enterara de que su hijo era malvado. Lucius fue capaz de matar a todos y también de engañar al detective introduciéndole el pensamiento de que su padre estaba haciendo las matanzas.

## Recepción
Lucius recibió críticas mixtas por parte de los críticos especializados. Recibió una puntuación de 58,00% en GameRankings y 59/100 en Metacritic en el Sitio web de juegos GameSpot dijo que "el mayor problema es la falta de información;. Los Consejos que se dan ayudan[...] pero los aspectos fundamentales del juego no se explican bien ". en una crítica negativa, Adventure Gamers declaró que "gran parte de la escritura y la actuación de voz es mediocre en el mejor de los casos".